# Lucius Antistius Rusticus
Lucius Antistius Rusticus war ein römischer Politiker und Senator.
Rusticus stammte aus der Baetica und war ein Freund Martials, der ihn auch in seinen Epigrammen mehrfach erwähnte. Seine Karriere begann er als Decemvir stlitibus iudicandis und dann als Militärtribun der Legio II Augusta, die zu dieser Zeit in Britannien stationiert war. Durch Kaiser Vespasian (regierte 69–79 n. Chr.) und dessen Sohn und Mitregenten Titus wurde er mit hohen militärischen Ehrungen ausgezeichnet, vermutlich wegen Verdiensten oder loyalem Verhalten in den innenpolitischen Krisen des Vierkaiserjahres. Durch die gleichen beiden Kaiser wurde er auch in den Senat aufgenommen. Von 79 bis 81 befehligte Rusticus die Legio VIII Augusta. In den Jahren 83/84 ist Rusticus als Prokonsul seiner Heimatprovinz Baetica bezeugt. Im Jahr 90 wurde Rusticus schließlich Suffektkonsul und danach, im Jahr 91/92, Legat mehrerer kleinasiatischer Provinzen, die zu einem großen Verwaltungsbezirk zusammengefasst worden waren. Hier starb Rusticus 93 oder 94. Er war mit Mummia Nigrina verheiratet.
Aus der kleinasiatischen Stadt Antiochia in Pisidien liegt eine Inschrift vor, auf der die Karriere des Lucius Antistius Rusticus ausführlich wiedergegeben ist, gemeinsam mit einem Dekret, das er aus Anlass einer Hungersnot zugunsten dieser Stadt erließ.